# Metadoxine
Metadoxine, còn được gọi là pyridoxine-pyrrolidone carboxylate, là một loại thuốc dùng để điều trị ngộ độc rượu mạn tính và cấp tính. Metadoxine tăng tốc độ thanh thải rượu từ máu.
Metadoxine là một cặp muối của pyridoxine và pyrrolidon carboxilate (PCA). Pyridoxine (vitamin B6) là tiền chất của coenzyme bao gồm pyridoxal 5'-phosphate (PLP), làm tăng tốc độ thoái hóa của ethanol và ngăn chặn adenosine triphosphate (ATP) bất hoạt bởi acetaldehyd. Các enzyme phụ thuộc pyridoxal phosphate cũng đóng một vai trò trong quá trình sinh tổng hợp bốn chất dẫn truyền thần kinh quan trọng: serotonin (5-HT), epinephrine, norepinephrine và GABA: xem chức năng vitamin B6. L-PGA có mặt trong chế độ ăn kiêng và được sản xuất nội sinh bằng cách chuyển đổi enzyme của amino acid gamma-glutamyl thành L-PGA và amino acid tự do. Trong hệ thống thần kinh trung ương (CNS), L-PGA đã được tìm thấy có vai trò trong thành phần của các phân tử hoạt động thần kinh. Sản xuất của nó đã được liên kết với hoạt động chuyển gamma-glutamyl gan và mức độ giảm glutathione (GSH). Cuối cùng, người ta đã chứng minh rằng L-PGA tạo điều kiện cho quá trình tổng hợp ATP bằng cách kích thích tổng hợp purin de novo. 

## Sử dụng trong y tế
Là một điều trị cho nhiễm độc rượu và bệnh gan, metadoxine thường được tiêm tĩnh mạch dưới dạng thuốc phóng thích ngay lập tức.  

### Nhiễm độc rượu cấp tính
Trong các nghiên cứu lâm sàng, metadoxine đã được báo cáo là làm giảm thời gian bán hủy của ethanol ở những người tình nguyện khỏe mạnh và ở những bệnh nhân bị say nặng; để đẩy nhanh quá trình chuyển hóa rượu và acetaldehyd thành ketone ít độc hơn và cải thiện độ thanh thải nước tiểu của chúng; để khôi phục các biến trong phòng thí nghiệm như rượu, amonia, γ-GT và alanine aminotransferase; và để cải thiện các triệu chứng lâm sàng của nhiễm độc rượu, bao gồm kích động tâm lý, trầm cảm, hung hăng và rối loạn cân bằng. Cũng có bằng chứng cho thấy metadoxine có tác dụng làm giảm cảm giác thèm rượu. Dữ liệu từ các nghiên cứu lâm sàng cũng hỗ trợ tác dụng của metadoxine trong việc làm giảm các chỉ số của hoại tử tế bào gan và tích tụ chất béo trong gan nhiễm mỡ do rượu.

### Bệnh gan
Metadoxine có thể ngăn chặn bước biệt hóa của preadipocytes bằng cách ức chế quá trình phosphoryl hóa CREB và liên kết với yếu tố đáp ứng cAMP, do đó ức chế protein b gắn CCAAT / chất tăng cường trong quá trình tạo adip. Metadoxine, khi được dùng ở dạng phóng thích ngay lập tức với liều từ 300   mg hai lần một ngày đến 500   mg ba lần một ngày lên đến 3 tháng, đã được chứng minh là cải thiện các chỉ số sinh hóa của chức năng gan cũng như làm giảm bằng chứng siêu âm của bệnh gan nhiễm mỡ.

## Dược lý

### Cơ chế hoạt động
Metadoxine là một chất đối kháng chọn lọc của phân nhóm thụ thể serotonin 5-HT2B và hiển thị ái lực cao với chất vận chuyển gamma-aminobutyric (GABA). Xét nghiệm enzyme in vitro cho thấy metadoxine làm giảm hoạt động của enzyme transaminase GABA, chịu trách nhiệm cho sự thoái hóa của GABA. Các nghiên cứu điện sinh lý cũng cho thấy metadoxine làm tăng sự truyền synap GABAergic ức chế thông qua một hiệu ứng tiền synap. Vì nó không ảnh hưởng đến mức độ dopamine, norepinephrine hoặc serotonin, metadoxine hiển thị một cơ chế hoạt động mới như một bộ điều chế GABA độc lập với bọt.
Trong các nghiên cứu trên động vật, metadoxine làm tăng hoạt động của enzyme acetaldehyd dehydrogenase, ngăn chặn sự giảm hoạt động của rượu dehydrogenase ở chuột được nuôi bằng ethanol kinh niên, tăng tốc độ thanh thải và tiết niệu của ethanol, ức chế sự gia tăng este của axit béo trong gan của chuột được điều trị bằng ethanol, ngăn chặn sự hình thành của gan nhiễm mỡ ở chuột tiếp xúc với một liều ethanol đủ để gây ra gan nhiễm mỡ, tăng glutathione cấp trong tế bào gan của sâu sắc và chuột niên rượu say, ngăn chặn sự suy giảm glutathione, lipid peroxide thiệt hại, lắng đọng collagen, và TNF- Bài tiết α gây ra bởi rượu và acetaldehyd trong tế bào gan và tế bào stellate gan.

## Lịch sử
Metadoxine chủ yếu được sử dụng như là công thức giải phóng tức thời metadoxine ở các nước đang phát triển cho nhiễm độc rượu cấp tính và bệnh gan do rượu mãn tính. Tên thay thế bao gồm:
- Abrixone (Eurodrug, Mexico)
- Alcotel (Il Yang, Hàn Quốc)
- Ganxin (Dược phẩm Qidu, Trung Quốc)
- Metadoxil (Baldacci, Georgia; Baldacci, Ý; Baldacci, Litva; CSC, Liên bang Nga; Eurodrug, Colombia; Eurodrug, Hungary; Eurodrug, Thái Lan)
- LAB TIẾP THEO (Ấn Độ)
- Alkodez ІІ (Ukraine)
- Viboliv (Tiến sĩ Reddy, Ấn Độ)
- EXTOL (Phòng thí nghiệm tiếp theo, Ấn Độ)
- Xin Li De (Zhenyuan Pharm, Trung Quốc) [10]

## Nghiên cứu

### ADHD
Rối loạn tăng động giảm chú ý (ADHD) là một trong những rối loạn thần kinh cơ thể phổ biến nhất của thời thơ ấu và là một trong những tình trạng sức khỏe mãn tính phổ biến nhất ảnh hưởng đến trẻ em ở độ tuổi đi học. Các triệu chứng cốt lõi của ADHD bao gồm không tập trung, khó tập trung, hiếu động thái quá và bốc đồng.
Metadoxine thể hiện tác dụng tăng cường nhận thức trong mô hình động vật nhận biết xã hội chuột.  
Một công thức giải phóng kéo dài của metadoxine (MDX), kết hợp các công thức giải phóng metadoxine ngay lập tức và chậm vào một liều uống duy nhất, đã được phát triển để kéo dài thời gian bán hủy của thuốc và cho phép sử dụng MDX trong các chỉ định cần điều trị lâu hơn cửa sổ, chẳng hạn như rối loạn nhận thức liên quan đến rối loạn nhận thức. MDX đã chứng minh những cải thiện đáng kể và có ý nghĩa lâm sàng trong nhiều biện pháp nhận thức, triệu chứng ADHD và chất lượng cuộc sống, qua nhiều nghiên cứu về người lớn mắc ADHD.
Một số nghiên cứu ADHD giai đoạn II đã chứng minh tín hiệu nhất quán về hiệu quả đạt được ý nghĩa thống kê, được đo bằng xét nghiệm tâm thần kinh (như Kiểm tra biến số chú ý (TOVA) trên máy tính) và thang đo lâm sàng (trong nghiên cứu quản trị mãn tính), không điều trị liên quan đến các tác dụng phụ nghiêm trọng hoặc sự khác biệt lớn trong hồ sơ các tác dụng phụ giữa các nhóm thuốc và giả dược. Các tác dụng phụ phổ biến nhất là buồn nôn, mệt mỏi và đau đầu. Một nghiên cứu giai đoạn 3 ở 300 người trưởng thành mắc ADHD đã được hoàn thành vào năm 2014.
Alcobra Ltd., nơi đang tiến hành thử nghiệm giai đoạn III đã công bố vào ngày 17 tháng 1 năm 2017 rằng loại thuốc này đã thất bại trong thử nghiệm. Thông báo thất bại được đưa ra một tuần sau khi Alcobra giành được thỏa thuận của FDA để xem xét dữ liệu được thu thập cho đến nay trong nghiên cứu ĐO LƯỜNG và xem xét nó trong bản đệ trình MDX trong tương lai của MDX cho ADHD. FDA cũng đồng ý thay đổi toàn bộ lâm sàng trong thử nghiệm thành thử nghiệm lâm sàng một phần đang chờ xem xét và phê duyệt giao thức đề xuất của công ty trong 6 tháng, nghiên cứu pha I để đánh giá mức độ phù hợp tiềm năng của các phát hiện bất lợi quan sát được ở động vật dài hạn nghiên cứu về metadoxine liên quan đến phơi nhiễm ở người, Alcobra nói.

### Hội chứng Fragile X
Hội chứng Fragile X (FXS) là một rối loạn di truyền là nguyên nhân gen phổ biến nhất gây ra khuyết tật trí tuệ và tự kỷ. Những người mắc bệnh FXS thường có một số triệu chứng về hành vi, bao gồm suy giảm nhận thức, không tập trung, hiếu động thái quá, bốc đồng, triệu chứng tự kỷ, nhút nhát, hung hăng, lo lắng, vỗ tay, cắn tay và nhạy cảm cao khi chạm vào. Rối loạn phổ tự kỷ được nhìn thấy ở khoảng 30% nam giới và 20% nữ giới mắc bệnh FXS, và thêm 30% cá nhân FXS biểu hiện các triệu chứng tự kỷ mà không cần chẩn đoán tự kỷ. ADHD thường được chẩn đoán trong FXS và đã được báo cáo xảy ra ở 59-80% cá nhân mắc FXS.
Trong mô hình động vật FXS (mô hình chuột loại trừ Fmr1), điều trị bằng metadoxine đã cải thiện các khiếm khuyết về hành vi học tập, trí nhớ và tương tác xã hội và đảo ngược sự hoạt động quá mức của dấu ấn sinh học Akt và kinase được điều hòa tín hiệu ngoại bào (ERK) trong máu và não của người trưởng thành chuột. Metadoxine cũng chứng minh phục hồi hình thái tế bào thần kinh bất thường cũng như giảm sản xuất protein cơ bản phóng đại, cả hai đều liên quan đến sinh lý bệnh học của FXS và được cho là nguyên nhân gây suy giảm khả năng học tập và trí nhớ.
Sự an toàn và hiệu quả của MDX ở thanh thiếu niên và người trưởng thành mắc bệnh FXS đã được đánh giá trong một nghiên cứu pha II, được hoàn thành vào năm 2015.